# Jorge A. Vivó
Jorge A. Vivó Escoto (Havana, Cuba, 22 de fevereiro de 1906 - 1979) foi um geógrafo, pesquisador e professor nacionalizado mexicano, emérito da Faculdade de Filosofia e Letras da Universidade Nacional Autónoma de México. É considerado uma figura trascendente para o ensino da geografia em México.

## Prêmios e reconhecimentos
- A Mapoteca "Jorge A. Vivó" da Benemérita Universidad Autónoma de Puebla[3]